# Nicole Joraanstad
Nicole Joraanstad (* 10. November 1980 in Seattle, Washington) ist eine US-amerikanische Curlerin. Sie spielt auf der Position des Second und ist Mitglied des Madison CC.
Ihr bisher größter Erfolg war der Gewinn der Silbermedaille bei der Curling-Weltmeisterschaft 2006 in Grand Prairie.
Joraanstad gewann am 28. Februar 2009 die US-amerikanischen Olympic Curling Trails mit dem Team von Skip Debbie McCormick, Third Allison Pottinger, Lead Natalie Nicholson, Alternate Tracy Sachtjen und spielte mit diesem Team bei den XXI. Olympischen Winterspielen im Curling. Die Mannschaft belegte den zehnten Platz.

## Teammitglieder
- Allison Pottinger (Third)
- Debbie McCormick (Skip)
- Natalie Nicholson (Lead)
- Tracy Sachtjen (Alternate)